# Roundell Palmer, 3. hrabě ze Selborne
Roundell Cecil Palmer, 3. hrabě ze Selborne (Roundell Cecil Palmer, 3rd Earl of Selborne, 3rd Viscount Wolmer, 3rd Baron Selborne) (15. dubna 1887, Westminster, Anglie – 3. září 1971, Alton, Anglie) byl britský politik, třicet let poslanec Dolní sněmovny, poté po otci člen Sněmovny lordů, po matce byl blízkým příbuzným významného klanu Cecilů. Jako člen Liberálně unionistické strany a později Konzervativní strany zastával od mládí nižší funkce v několika vládách, v Churchillově koaličním kabinetu byl za druhé světové války ministrem pro hospodářskou válku (1942–1945).

## Kariéra

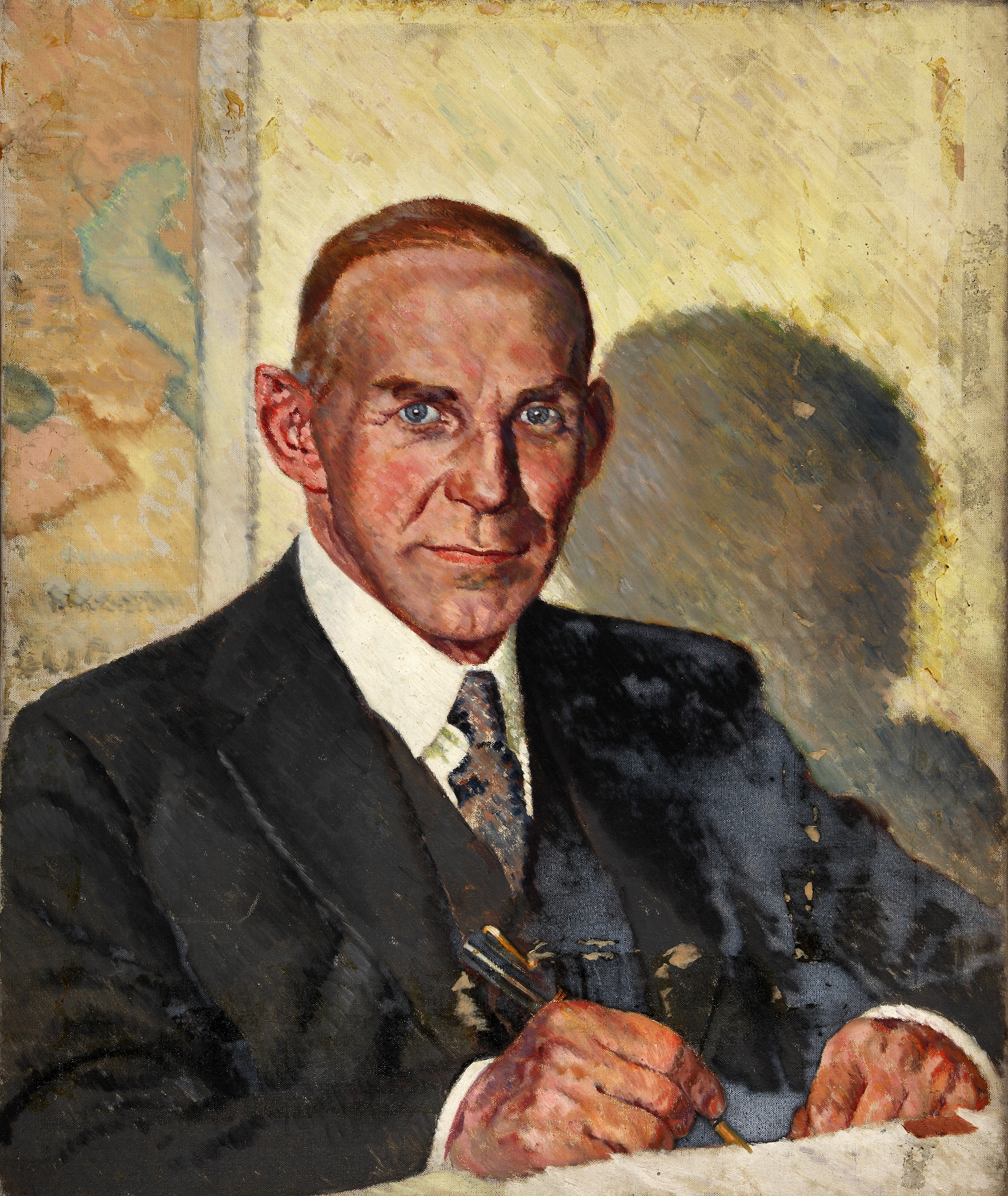
Roundell Palmer, 3. hrabě ze Selborne (1942)

Byl nejstarším synem ministra námořnictva a vysokého komisře v jižní Africe Williama Palmera, 2. hraběte ze Selborne (1859–1942), po matce Beatrix Cecil byl vnukem premiéra 3. markýze ze Salisbury. Studoval ve Winchesteru a Oxfordu, v letech 1910–1940 byl poslancem Dolní sněmovny (od roku 1918 zastupoval v parlamentu nově zřízení volební obvod Aldershot, největší vojenskou základnu v Británii). Za první světové války byl tajemníkem na několika ministerstvech, později zastával nižší funkce ve vládě. V letech 1922–1924 byl parlamentním tajemníkem úřadu pro obchod a v letech 1924–1929 náměstkem generálního poštmistra, v roce 1929 byl jmenován členem Tajné rady. Ve 20. a 30. letech patřil k vlivným konzervativním poslancům a po roce 1938 se soustředil na kritiku zahraniční politiky premiéra Chamberlaina. S titulem barona Selborne byl v roce 1940 povolán do Sněmovny lordů (titul hraběte zdědil po otci v roce 1942, jako otcův dědic do té doby užíval jméno vikomta Wolmera). Za druhé světové války působil na ministerstvu veřejných prací a v Churchillově koaliční vládě zastával post ministra pro hospodářskou válku (1942–1945). Po válce se angažoval ve vedení několika obchodních společností a bank. V roce 1945 získal Řád společníků cti, mimo jiné byl smírčím soudcem v hrabství Hampshire, kde rodina vlastnila pozemky.

## Rodina

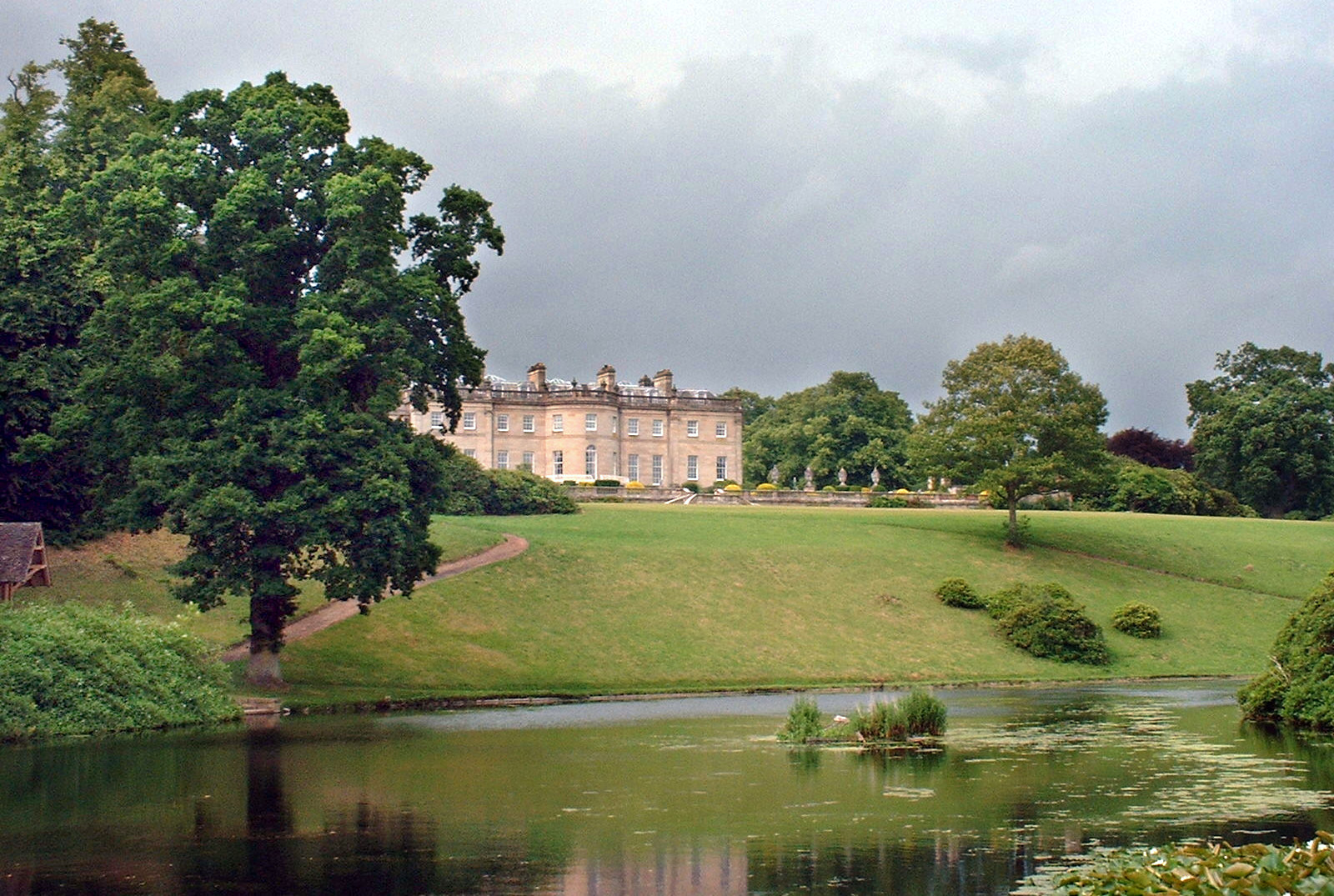
Zámek Manderston House (Skotsko), majetek hrabat ze Selborne

Jeho manželkou byla od roku 1910 Grace Ridley (1889–1959), dcera ministra vnitra 1. vikomta Ridleye. Měli spolu sedm dětí, nejstarší syn William Palmer, vikomt Wolmer (1912–1942), padl za druhé světové války. Jeho syn John Roundell Palmer, 4. hrabě ze Selborne (* 1940) je současným představitelem rodu. Z dcer byla Mary Sophia Palmer, provdaná baronka O'Hagan (1920–2001), po druhé světové válce dvorní dámou princezny Alžběty. Rodině hrabat ze Selborne dnes patří zámek Manderston House ve Skotsku.